# Bornasco

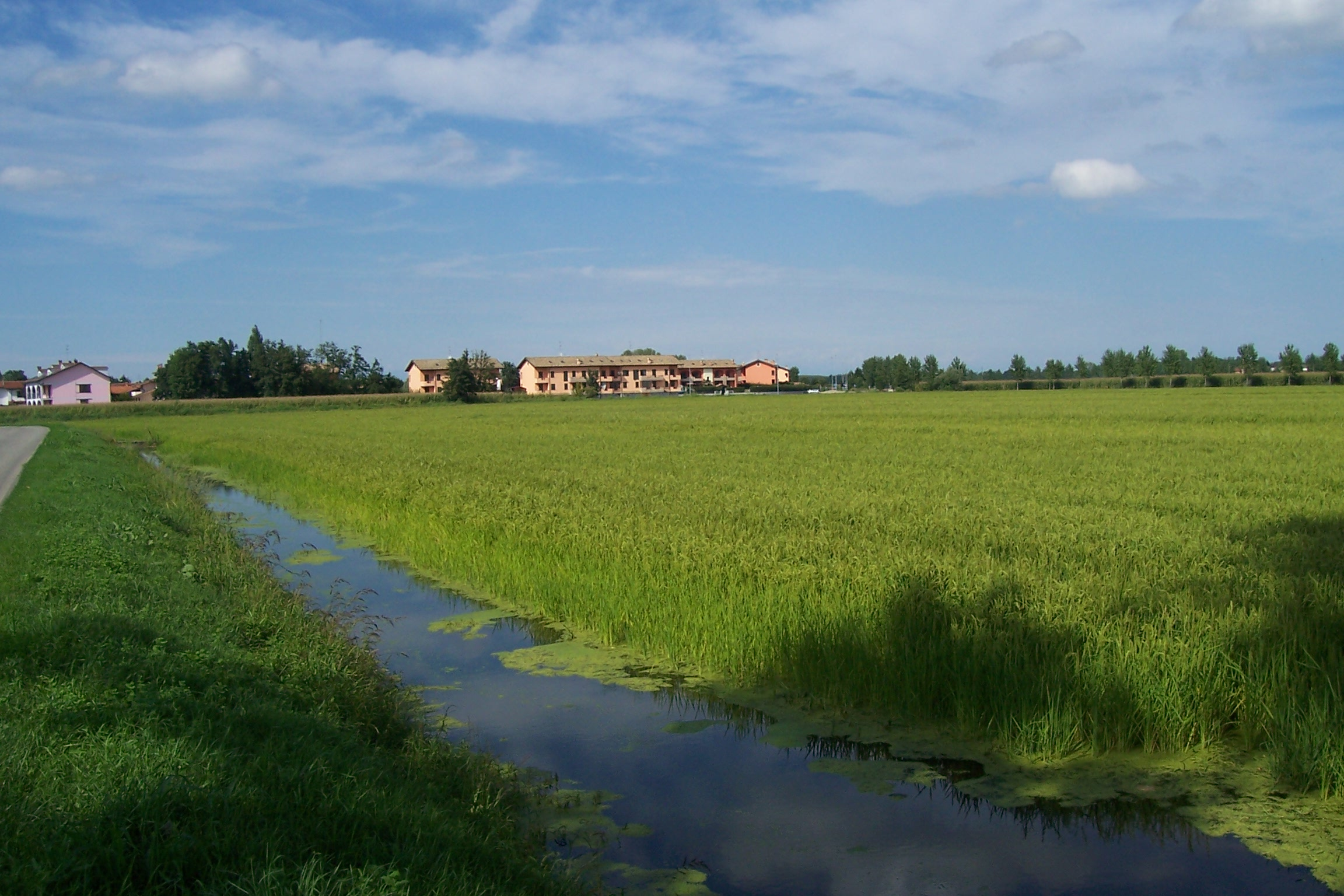
Bornasco

Bornasco ist eine norditalienische Gemeinde (comune) mit 2672 Einwohnern (Stand 31. Dezember 2023) in der Provinz Pavia in der Lombardei. Die Gemeinde liegt etwa 9,5 Kilometer nordnordöstlich von der Provinzhauptstadt Pavia an der Olona und grenzt unmittelbar an die Metropolitanstadt Mailand.
Seit 1872 sind die Ortsteile Gualdrasco, Misano und Corbesato eingemeindet.